# Hillsdale, Michigan
Hillsdale är en stad i Hillsdale County i Michigan i USA. Hillsdale är administrativ huvudort i Hillsdale County och säte för Hillsdale College.